# Kitesurfing
Kitesurfing, også kendt som kiteboarding, dragesurfing, er en vandsport, hvor udøveren (kitesurfer eller kiteboarder) benytter et lille sejlbræt (board) med fodstropper og finne, som trækkes gennem vandet af kraften fra en styrbar fritflyvende drage (power kite). Sejleren styrer dragen med et eller flere drageliner (normalt fire), som er ført fra dragen og ned til en kort bom, som sejleren holder i ved anvendelse af en såkaldt trapez.
Sporten betragtes stadig som ny, men dens popularitet er støt voksende. Kitesurfing har, siden ankomsten til Danmark i 1999, været en af de hurtigst voksende sportsgrene.[kilde mangler] I 2006 blev antallet af kitesurfere estimeret til at være omkring 150.000 til 200.000 på verdensplan, hvoraf 15.000 kiter på sne.
I 2016 er antallet af kitesurfere i Danmark ca. 7-8000 aktive udøvere. Kitesurfing blev tidligere betragtet som en ekstrem-sport, men med et øget fokus på sikkerhed og langt mere stabilt udstyr, er sporten ikke at betragte som ekstrem-sport længere.
Kitesurfing giver mulighed for sejlads i høj fart og store spring på op til 20-30 meters længde. Endvidere kan sejleren krydse op mod vinden næsten lige så godt som i en sejljolle. Mange stilretninger har derfor udviklet sig for at passe de forskellige typer af udøvere og betingelser såsom wake style, wave riding, freestyle, jumping og cruising.
Andre variationer med brug af kites til fremdrift inkluderer kite landboarding, snowkiting, kite buggying, kite skateboarding, kite jumping og anvendelse af kites til at trække kajakker. Kites anvendes også som trækkraft for skiløbere.

## Kitesurfingens historie
Kineserne krediteres for i den 13. århundrede at anvende kites som trækkraft ved transport af kanoer over vand.
I 1800-tallet anvendte George Pocock kites af stigende størrelse til at trække vogne over land og skibe på vandet ved brug af et fire-linjers kontrol system – samme system som normalt anvendes i dag. Både vogne og skibe var i stand til at vende og blive trukket imod vindretningen i en uafbrudt periode. Intentionen var at etablere kraften fra kites som et alternativ til hestekrafter, delvist for at undgå datidens upopulære "hesteskat". I 1903 udviklede luftfartspioneeren Samuel Cody en kite til at løfte en mand og havde succes med at krydse den Engelske Kanal i en lille sammenklappelig sejlbåd trukket af en kite.
Moderne kitesurfing startede i 1970'erne, hvor man forsøgte sig med vandski og trækkraften fra en drage. I slutningen af 1970'erne bidrog udviklingen af Kevlar og Spectra flyvelinjer samt mere kontrollerbare kites med forbedret effektivitet til praktisk trækning af kites. I 1977 fik Gilbertus Panhuise patent på konceptet med kombination af en drage og et windsurfingbræt. Andreas Kuhn optrådte igennem 1980'erne i forskellige medier med et wakeboard trukket af en 25 m² stor paraglide. I princippet var kitesurfing herefter født. I 1978 kom Ian Day's "FlexiFoil" kite-trukket Tornado catemaran op over 40 km i timen.
To brødre, Dominique Legaignoux og Bruno Legaignoux fra Frankrigs atlanterhavskyst, tog i november 1984 patent på designet af en oppustelig kite til kitesurfing, som efterfølgende blev testet med windsurfingboards og vandski. Et design, som siden er blevet anvendt af flere virksomheder til at udvikle deres egne produkter. Igennem 1980'erne var der sporadiske og til tider succesfulde forsøg på at kombinere kites med kanoer, skøjter, sneski, vandski, og rulleskøjter.
I 1990 udviklede Peter Lynn praktisk kite buggying i Argyle Park i Ashburton, New Zealand. Lynn kombinerede en tre-hjulet buggy med en forløber til den moderne parafoil kite. Kite Buggying viste sig efterfølgende at være meget populær verden over, med godt 14.000 solgte buggies op til 1999. Parallelt med buggying udvikledes den moderne kitesurfing af amerikanerne Boeing aerodynamisten Bill Roeseler og hans søn Corey Roeseler og brødrene Legaignoux. Bill Roeseler og Corey Roeseler udviklede i slutningen af 1980'erne "kitewaterskiing", hvilket man i 1992 fik patent på. "KiteSki" systemet bestod af vandski trukket af to-linjers delta vinge fastgjort til en "bar" lavet af reservedele fra motorcykel-bremser. KiteSki blev lanceret kommercielt i 1994 og muliggjorde opsættelsen af deltavingen fra vandet og kunne sejle imod vinden. I 1995 besøgte Corey Roeseler Peter Lynn ved New Zealands Lake Clearwater i Ashburton Alpine Lakes området, for at demonstrere hastighed, balance og muligheden for at sejle op mod vinden med hans "ski". I slutningen af 1990'erne udviklede Corey's "ski" til en enkelt bræt svarende til et surfbræt.
I 1996 havde Laird Hamilton og Manu Bertin stor betydning for at demonstrere og gøre kitesurfing populær ved Mauis kyst. I 1998 var kitesurfing blevet en sport og flere skoler underviste i kitesurfing. Den første reelle konkurrence blev afholdt på Maui (Hawaii, USA) i september 1998 og blev vundet af Flash Austin. Den nuværende hastighedsrekord på 500 meters bane holdes af Olaf Marting og er på 77,4 km i tiden (41,79 knots). Sjoukje Bredenkamp fra Sydafrika holder den kvindelige rekord på 37,26 knots.
I 1997 udviklede og solgte Legaignoux brødrene det gennembrydende "Wipika" kite design, hvis struktur bestod af sammenklaplige rør og et simpelt bridle system to vingens ender – begge assisterede i opsættelsen af vingen fra vandet. Bruno Legaignoux fortsatte med at forbedre kite designet, inklusiv bow kite designet, som har været udlicenseret til mange kite fabrikanter. F-One blev i 1997 de første til at starte produktionen af kiteboards, hvilket medvirkede til sportens udbredelse mange steder i verden.

## Udstyr til kitesurfing
Dragerne findes i forskellige størrelser, som vælges efter hvor meget det blæser. Der findes mellem 3-24 kvadratmeter store drager. Den typiske fritidssejler sejler med 35-50 km/t. Kitesurf har gode betingelser i Danmark, hvor man kan kitesurfe året rundt ved brug af det korrekte udstyr og efter korrekt undervisning gennem kurser.
Udstyret har især siden år 2000 undergået en kraftig teknologisk udvikling, som gør at brættet efterhånden mere minder om et wakeboard (to retninger) end dets oprindelige udseende, der mindede mere om et lille surfboard (en enkelt retning), der var den mest dominerende form for kiteboard i 1999. Eftersom at kiteren er hægtet fast til deres kite, har dragen efterhånden fået indbygget en række sikkerhedsanordninger, som gør sejleren i stand til hurtigt at udløse dragen, hvis der opstår farlige situationer. Den moderne drage kan endvidere startes fra vandet, uanset hvorledes den vender i vandoverfladen.
Mest almindelige til brug i vand er tubekites der skal pumpes op med luft, mens de såkaldte foilkites er de mest almindelige hos skiløbere. Mange nye kites fra 2007 har et SLE design, der bevirker at kiten kan neutraliseres eller opbremses hurtigt, hvis der sker noget uventet. Kitesurf er ikke specielt råstyrkebetonet, det kræver snarere teknik og balance. På billedet til højre ses tubekite, pumpe, board, trapez, hjelm, redningsvest, i baggrunden ses en kitesurfer med bom og liner.

## Surfer kultur
Kitesurfing er en sport, man ofte ikke dyrker alene. I surfmiljøet har kontakter via internettet og via mobiltelefon i en vis udstrækning erstattet den traditionelle sportsklub. Kitesurfing er blevet en livsstil for en del af sportens udøvere, som har en stor rejseaktivitet for at finde gode steder at surfe.
Norge er vigtig for udviklingen af kiting på sne og har gode forhold med højslette-områder som Hardangervidda og lignende flade områder med lang snesæson og meget vind.

## Ekstern kilde/henvisning
- Dansk Sejlunion om surfing
- International Kiteboarding Organization (IKO)